# Inkatriel
Der Inkatriel, auch Perutriel genannt, (Hesperoburhinus superciliaris, Synonym: Burhinus superciliaris) ist eine überwiegend dämmerungs- und nachtaktive Art aus der Familie der Triele.

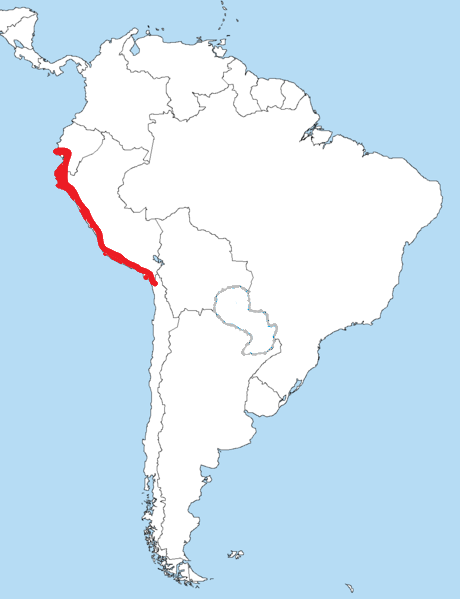
Verbreitungsgebiet

Der Vogel kommt entlang der Pazifischen Küste in Ecuador und Peru vor, ferner gibt es einen Einzelnachweis aus Chile.
Der Lebensraum umfasst tropisches oder subtropisches trockenes, offenes Acker- und Grasland, auch dichter buschbestandene Areale in den Andenausläufern. Die Art ist Standvogel.
Der Artzusatz kommt von lateinisch supercilium ‚Augenbraue‘.

## Merkmale
Diese Art ist 38–43 cm groß und wiegt um die 480 g. Es handelt sich um einen ziemlich großen Triel mit langem Hals und langen Beinen. Er ist kleiner und grauer als der Dominikanertriel (Burhinus bistriatus), der auch einen weißen Überaugenstreif mit schwarzer oberer Begrenzung aufweist, auch ist der Schnabel zierlicher mit blasser gelblich-grüner Basis, die Oberseite ist weniger deutlich gestreift. Im Fluge sieht man deutlich abgesetzt ungestreifte graue Flügeldecken. Jungvögel sind auf der Oberseite dunkler braun mit gelbbraunen Rändern.
Diese Art ist monotypisch.

## Stimme
Der Vogel ruft hauptsächlich in der Dämmerung und nachts. Der Werberuf wird als laute Folge von "kak kak", der Alarmruf als kurze Serien von "ka-ka-ka-ka" beschrieben.

## Lebensweise
Die Nahrung ist nicht bekannt, besteht vermutlich jedoch auch aus Insekten. Über das Brutverhalten liegen keine gesicherten Erkenntnisse vor.

## Gefährdungssituation
Der Bestand gilt als gefährdet (Vulnerable).